# Hans Adam
Hans Adam (Wesel, 5 marzo 1883 – Düsseldorf, 23 giugno 1948) è stato un militare tedesco, distintosi come ufficiale della Kaiserliche Marine imbarcato sui sommergibili durante la prima guerra mondiale, dove venne decorato con l'Ordine Pour le Mérite. Nel corso del conflitto affondò 29 navi, per un totale di 80.343 GRT, e ne danneggiò altre 2, per un totale di 14.542 GRT.

## Biografia
Nacque a Wesel il 5 marzo 1883.  Si arruolò nella Kaiserliche Marine il 10 aprile 1901, completando il suo addestramento di base sulla nave scuola Stein e poi arrivò alla Accademia navale, dove fu nominato guardiamarina il 22 aprile 1902. Fu successivamente trasferito sulla nave da battaglia Wettin, e il 29 settembre 1904 fu promosso Leutnant zur See. Dal 1 ottobre 1905 al 31 marzo 1906 ufficiale di compagnia nella II. Matrosen-Division e poi ufficiale di guardia sull'incrociatore leggero Ariadne. Con la stessa funzione fu trasferito sull'incrociatore corazzato Friedrich Carl il 23 settembre 1906, sul quale fu promosso Oberleutnant zur See il 27 aprile 1907. Questo fu seguito da incarichi a bordo dell'incrociatore leggero Lübeck e sulla fregata corazzata König Wilhelm, prima che fosse reso disponibile presso l'Ispettorato dei siluri il 1 ottobre 1910 e si sottoponesse all'addestramento per l'impiego sui sommergibili. Fu quindi assegnato all'arma sottomarina e inizialmente schierato come comandante dello U 12 dal luglio 1912. Con la promozione a Kapitänleutnant il 22 marzo 1913, fu nominato comandante della 5. U-Boot-Halbflottille e comandante della torpediniera D 10.
Con lo scoppio della prima guerra mondiale,  inizialmente mantenne il suo comando, per passare brevemente a quello dello U 23 nel novembre-dicembre 1914. Fu successivamente trasferito preso la base navale austro-ungarica di Pola, nel Mare Adriatico, nel marzo 1915 come capo degli "U-Boot-Sonderkommandos Pola", dove supervisionò l'assemblaggio dei primi sommergibili trasferiti dalla Germania a Pola con il trasporto ferroviario. Il 1 luglio 1915 lo "U-Boot-Sonderkommandos Pola" fu trasformato nella "U-Boot-halbflottille Pola" di cui assunse il comando , coordinando le operazioni dei sommergibili tedeschi operanti nel Mediterraneo. Sostituito, il 18 novembre, dal Korvettenkapitän Waldemar Kophamel prese il comando della  "U-Boot-halbflottille Pola" che in quello stesso giorno venne trasformata nella U-Flottille Pola, mentre egli rientrò in Germania nominato comandante del sommergibile U 82. A bordo di questa unità affondò o danneggiò circa 100000 tsl di naviglio nemico, divenendo uno dei comandanti di sommergibile di maggior successo della prima guerra mondiale. Il 26 novembre 1917 fu insignito dell'Ordine Pour le Mérite. Nell'aprile 1918 divenne comandante della U-Boot-Halbflottille di Costantinopoli. Dopo la fine della guerra fu messo in congedo e si ritirò il 18 novembre 1919, con la contestuale assegnazione del grado di Korvettenkapitän.
Dopo l'inizio della seconda guerra mondiale, fu richiamato in servizio attivo nella Kriegsmarine il 1 giugno 1940, inizialmente messo a disposizione 1. U-Lehrdivision di Neustadt. Un mese dopo fu assegnato alla 25. U-Flotilla, che all'epoca era di stanza a Memel e serviva come unità di addestramento. Già il 19 agosto 1940 fu trasferito alla base degli U-Boot di Stettino e dal 14 novembre 1940 al 3 febbraio 1941 fu inizialmente a disposizione del Befehlshaber der U-Boote e dell'ammiraglio comandante la stazione del Mare del Nord. Fu poi comandante della filiale di Rotterdam assegnato dall'Ispettorato degli armamenti dei Paesi Bassi e promosso come tale il 1 aprile 1942 a Fregattenkapitän e il 1 novembre 1944 a Kapitän zur See. Fu sollevato da questo incarico il 15 novembre 1944, messo a disposizione e posto in congedo amministrativo. Il 28 febbraio 1945 fu posto definitivamente di congedo. Si spense a Düsseldorf il 23 giugno 1948.

### Annotazioni
1. ↑  Si trattava dei piccoli sommergibili posamine UC 12, UC 13, UC 14 e UC 15 e dell'ancora più piccolo UB 14, anch'esso dotato di due tubi lanciasiluri.

### Fonti
1. ↑  Hildebrand, Zweng 1999, pp. 3-4.
2. 1 2 3 4 5 6 7 8 9 10 11 12 13 14 15 16 17  U-Boat.
3. 1 2 3 4 5 6 7 8 9  Marine-Kabinett 1918, p. 34.